# Mazda 3
O Mazda 3 é um automóvel médio (compacto nos EUA) produzido pela Mazda, baseado na plataforma do Ford Focus até 2013, uma vez que a marca americana tinha poder decisivo na Mazda até 2008.
Quem tem acompanhado o lançamento das mais recentes propostas da Mazda, não pode deixar de enaltecer a linha desportiva que está na génese da criação deste novo modelo. Tal como o 6, o 2 e, em especial, o RX-8, também o 3 exibe um design musculado e convincente que enaltece o seu espírito desportivo. Podemos afirmar que o Mazda3 é, seguramente, o veículo mais convincente do seu segmento em termos estéticos, dinámicos e qualitativos. A elevada qualidade e a habitabilidade são notórias neste novo modelo. O novo motor 1.6 MZ-CD apresenta-se como o mais apetecível da gama do Mazda3, pela forma como consegue realçar as boas potencialidades dinâmicas do modelo sem penalizar em demasia os consumos. Este, é o mais dotado em termos de prestações e comportamento. Veículo forte e agressivo, confortável e silencioso.

## Galeria
- Primeira geração (2003-09)
- Segunda geração (2009-13)
- Terceira geração (2013-19)
- Quarta geração (2019-presente)